# Diecezja Cartago (Kostaryka)
Diecezja Cartago (łac. Dioecesis Carthaginensis in Costa Rica) – diecezja Kościoła rzymskokatolickiego w Kostaryce. Należy do metropolii San José de Costa Rica. Została erygowana 24 maja 2005 roku.

## Główne świątynie
- Katedra: Katedra Matki Bożej z Góry Karmel w Cartago
- Bazyliki mniejsze:
  - Bazylika Niepokalanego Poczęcia Najświętszej Maryi Panny w Tejar
  - Bazylika Matki Bożej Anielskiej w Cartago

## Biskupi diecezjalni
- José Francisco Ulloa Rojas (2005–2017)
- Mario Enrique Quirós Quirós (od 2017)